# Bellator xenisma
Bellator xenisma е вид лъчеперка от семейство Triglidae. Видът не е застрашен от изчезване.

## Разпространение и местообитание
Разпространен е в Гватемала, Еквадор, Колумбия, Коста Рика, Мексико, Никарагуа, Панама, Перу, Салвадор и Хондурас.
Среща се на дълбочина от 2 до 306,5 m, при температура на водата от 17 до 24,6 °C и соленост 34,6 – 34,8 ‰.

## Описание
На дължина достигат до 11 cm.